# 한정화 (축구인)
한정화(1982년 10월 31일 ~ )는 대한민국의 은퇴한 축구 선수이다.

## 수상

#### FC 서울
- 리그컵 우승

우승 (1): 2006